# Krînkî, Țiurupînsk
Krînkî (în ucraineană Кринки) este un sat în comuna Kozaci Laheri din raionul Țiurupînsk, regiunea Herson, Ucraina.

## Demografie
Componența lingvistică a localității Krînkî
     Ucraineană (90,21%)
     Rusă (9,28%)
Conform recensământului din 2001, majoritatea populației localității Krînkî era vorbitoare de ucraineană (90,21%), existând în minoritate și vorbitori de rusă (9,28%).